# Bibliothek der Israelitischen Cultusgemeinde Zürich
Die Bibliothek der Israelitischen Cultusgemeinde Zürich ist eine Bibliothek für Judaica und Hebraica im Stadtteil Enge in Zürich, die von der Israelitischen Cultusgemeinde Zürich betrieben wird.
Mit fast 60'000 Werken in Deutsch, Jiddisch, Hebräisch und Englisch gilt sie als bedeutendste Judaica-Bibliothek im deutschsprachigen Raum. Sie wurde im Jahr 2009 zum Nationalen Kulturgut der Schweiz erklärt.

## Geschichte
Im Jahr 1902 eröffnete in Zürich eine Jüdische Lesehalle mit Bibliothek. Die Bibliothek wechselte in der Folge immer wieder ihren Standort. 1923 wurde die Verantwortung an den Verein Jüdische Bibliothek Zürich übertragen. Durch Käufe konnten in den 1930er Jahren zahlreiche wertvolle Bücher vor den Nationalsozialisten gerettet werden. Die Verkäufe ermöglichten den Besitzern mitunter, ihre Flucht aus Deutschland zu finanzieren.
Im Dezember 1939 erhielt die Israelitische Cultusgemeinde Zürich die Bestände des Vereins Jüdische Bibliothek Zürich, um daraus im neu erbauten Gemeindehaus eine eigene Bibliothek zu gründen. Die neu gegründete Bibliothek der ICZ verfügte damals über rund 2500 Bücher. Die Bibliothek wurde im Gegensatz zu den meisten anderen jüdischen Bibliotheken in Europa während der ganzen Zeit des Zweiten Weltkriegs weiterbetrieben. Der Lesesaal diente vielen jüdischen Flüchtlingen als Treffpunkt. Ab 1940 wurde die Erstellung eines zentralen Katalogs aller Judaica und Hebraica in der Schweiz begonnen.
Durch Vermittlung des Jewish Cultural Reconstruction Inc. respektive ihrer Geschäftsführerin Hannah Arendt kamen Teile der 1938 aufgelösten Bibliothek des Breslauer Rabbinerseminars in die Schweiz. In den 1950er Jahren erhielt die ICZ einen Teil dieser Sammlung, die anderen gingen an den Schweizerischen Israelitischen Gemeindebund in Basel und an die Bibliothèque «Gérard Nordmann» der Communauté Israélite de Genève in Genf.
Im Jahr 2006 oder nach anderer Quelle im Jahr 2011 ist der Basler Teil der Breslauer Bibliothek nach Zürich gekommen. Später kamen auch die Bücher aus Genf nach Zürich.
In der Zeit um das Jahr 2012 wurde diskutiert, den wissenschaftlich bedeutsamen Teil der Sammlung an die Zentralbibliothek Zürich zu geben, um so Kosten zu sparen. Mit dem 2013 gegründeten Verein für jüdische Kultur und Wissenschaft unter Federführung von Charles Lewinsky konnte die Finanzierung sichergestellt werden. 2025 wurde die Gründung einer neuen Trägerstiftung angekündigt.

## Bestände
Zur Sammlung gehören 27 Werke aus dem 16. Jahrhundert, 106 aus dem 17. Jahrhundert und 691 aus dem 18. Jahrhundert (Stand 2011).

„In den Regalen in der Zürcher Enge stehen Bücher, die es sonst nirgendwo auf der Welt mehr gibt: Sie haben den Zweiten Weltkrieg überlebt.“

### Die Breslauer Seminarbibliothek
Der bedeutendste Teil des Bestands sind die Bücher aus dem Jüdisch-Theologischen Seminar in Breslau, die in den 1950er Jahren in die Bibliothek kamen. Die Bibliothek des Seminars basierte auf der Sammlung des Triester Bibliophilen Leon Vita Saraval (1771–1851). Sie wurde zur Gründung des Seminars im Jahr 1854 erworben. Bereits um die Jahrhundertwende soll der Bestand 22'332 Bücher umfasst haben. Im November 1938 wurden das Seminar und grosse Teile der Bibliothek zerstört. Die Nazis brachten einen Teil der Bücher in das Institut zur Erforschung der Judenfrage in Frankfurt am Main. Rund 11'000 Bücher aus der Bibliothek, etwas mehr als ein Drittel der Sammlung, blieben erhalten. 

«Schon bald wurde die Schweiz als passender Ort für den Verbleib der Breslauer Bibliothek gehandelt, weil hier als einzigem Ort in Europa das deutschsprachige Judentum überlebt hatte.»

Rund 6000 Werke wurden auf Bitten von Schweizer Juden durch Hannah Arendt in die Schweiz gebracht, andere gingen an die Israelische Nationalbibliothek, wurden nach New York und Mexiko gebracht oder verblieben in Polen. Entgegen den Auflagen, dass die Bücher an einem einzigen Ort aufbewahrt werden, wurden sie auf drei Bibliotheken verteilt, da man sich nicht auf einen Standort einigen konnte. In Zürich wurden 2398 Werke gezählt. Erst rund 50 Jahre später wurden alle Werke wieder in Zürich vereint. Die ältesten stammen aus dem 16. Jahrhundert. Heute verfügt Zürich über den grössten zusammenhängenden Bestand der «Breslauer Schriften».
Die «Breslauer Schriften» sind ein bedeutender kultureller Nachlass der reichen jüdischen Kultur der Vorkriegszeit in Deutschland. Einzelne Bücher sind in keiner anderen Bibliothek weltweit erhalten geblieben. Als «Überlebende» des Zweiten Weltkriegs sind sie Zeugen der antisemitischen Zerstörungswut. Handschriftliche Notizen, Widmungen und Ergänzungen, die sich in vielen Büchern finden, bieten weitere Einblicke in das jüdische Leben.
2023 wurde ein Projekt zur Restaurierung und Digitalisierung der Bücher aus Breslau gestartet. In einem Vorprojekt wurden Machbarkeit und Kosten abgeklärt. Dabei wurde auch ein Gutachten zu rechtlichen und politischen Fragen erstellt. Der Kanton Zürich, die Stadt Zürich, Stiftungen und weitere Unterstützer tragen die Kosten von bis zu sechs Millionen Franken für die Restaurierung gemeinsam.
Eine 2025 gegründete Stiftung wird neue Eigentümerin der Bücher aus Breslau und die Bücher «für das gesamte jüdische Volk» bewahren. Im Stiftungsrat soll auch der Jüdische Weltkongress vertreten sein. Man beabsichtigt so, allfälligen Eigentumsforderungen aus Polen oder anderen Kreisen entgegenwirken zu können.

### Weitere Bestände
Als Wissenschafts- und Gemeindebibliothek werden sowohl wissenschaftliche Werke zum Judentum als auch Belletristik gesammelt, die inhaltlich oder durch den Autor einen jüdischen Bezug hat. Weiter sind Kinderbücher, Neue Medien und rund 500 jüdische Zeitschriften- und Zeitungstitel im Bestand.
Zum Bestand gehören auch eine jiddische Spezialsammlung, die Bibliothek der Schweizerischen Vereinigung für Jüdische Genealogie und der Nachlass des Komponisten Max Ettinger (1874–1951). Das «Florence Guggenheim Archiv zur Geschichte, Sprache und Volkskunde der Juden in der Schweiz» ging hingegen 2013 an das Staatsarchiv Aargau über.

## Nutzung
Für das Jahr 2012 wurden Besucherzahlen von durchschnittlich 80 bis 100 Personen pro Woche genannt. Die Bibliothek im Gemeindehaus der ICZ an der Lavaterstrasse 33 ist öffentlich. Jeder Besucher muss sich aber ausweisen und wird einer mündlichen Sicherheitsüberprüfung unterzogen.